# 近薄板龙属
近薄板龙（学名：Plesioelasmosaurus）是薄板龙科蛇颈龙已灭绝的一个属，来自美国堪萨斯州晚白垩世（中坎帕阶）的格林霍恩石灰岩。属下包括单一物种沃氏近薄板龙（P. walkeri），所知于部分骨骼。

## 发现与命名
正模标本UNSM 50134由油田地质学家乔·珀泽尔（Joe Purzer）于1931年在堪萨斯州霍利鲁德附近发现。他通知了乔治·斯腾伯格与梅尔·沃克（Myrl V. Walker），标本发掘活动则于同年晚些时候开始。其于1931年10月在十天内收集完毕。
标本开始被称为“霍利鲁德的薄板龙科”，并最终于1935年卖给内布拉斯加大学州立博物馆，在此进行清修及陈列。艾弗哈特（2007年）指出，哈罗德·埃勒（Harold Ehler）曾使用正模标本照片识别模式产地，但其确认的地点并未出土更多近薄板龙遗骸。
正模标本由一对髂骨、部分后鳍肢、一个近乎完整的前鳍肢、来自脊柱各部分的椎骨（颈椎、“胸椎”、背椎、骶椎及尾椎）、肋骨和腹肋骨、两颗牙齿及超过两千颗胃石，所有这些均属于同一个体。其中一条前鳞肢至今仍展示于内布拉斯加大学州立博物馆。
2022年，舒马赫与艾弗哈特根据此化石遗骸描述了薄板龙科蛇颈龙新属新种沃氏近薄板龙（Plesioelasmosaurus walkeri）。属名“Plesioelasmosaurus”取自希腊语词汇“plesio”（意为“接近”）、“elasmo”（意为“金属板”）及“saurus”（意为“蜥蜴”）。种名“walkeri”致敬正模标本收集者之一古生物学家梅尔·沃克。

## 描述
乔治·斯腾伯格于20世纪30年代拍摄了一张近薄板龙前鳍肢照片，照片标题为属于“一只长达40至60英寸（1.0至1.5）的大型蛇颈龙类”。艾弗哈特（2007年）称近薄板龙是种“大型［…］薄板龙科”，但未给出进一步的体型估计。

## 分类
舒马赫与艾弗哈特（2022年）将本属鉴定为薄板龙科基干成员。